# Deutsche Kriegsgräberstätte Bourdon
| Friedhof                                                                      | Friedhof           |
| ----------------------------------------------------------------------------- | ------------------ |
| Deutsche Kriegsgräberstätte Bourdon (Cimetière militaire allemand de Bourdon) |                    |
| Land:                                                                         | Frankreich         |
| Region:                                                                       | Picardie           |
| Ort:                                                                          | Bourdon (Somme)    |
| Einweihung:                                                                   | 16. September 1967 |

Die Deutsche Kriegsgräberstätte Bourdon liegt in der französischen Picardie, Département Somme, 18,5 Kilometer nordwestlich von Amiens. Auf der Kriegsgräberstätte sind 22.216 Soldaten des Zweiten Weltkriegs beigesetzt.

## Gestaltung

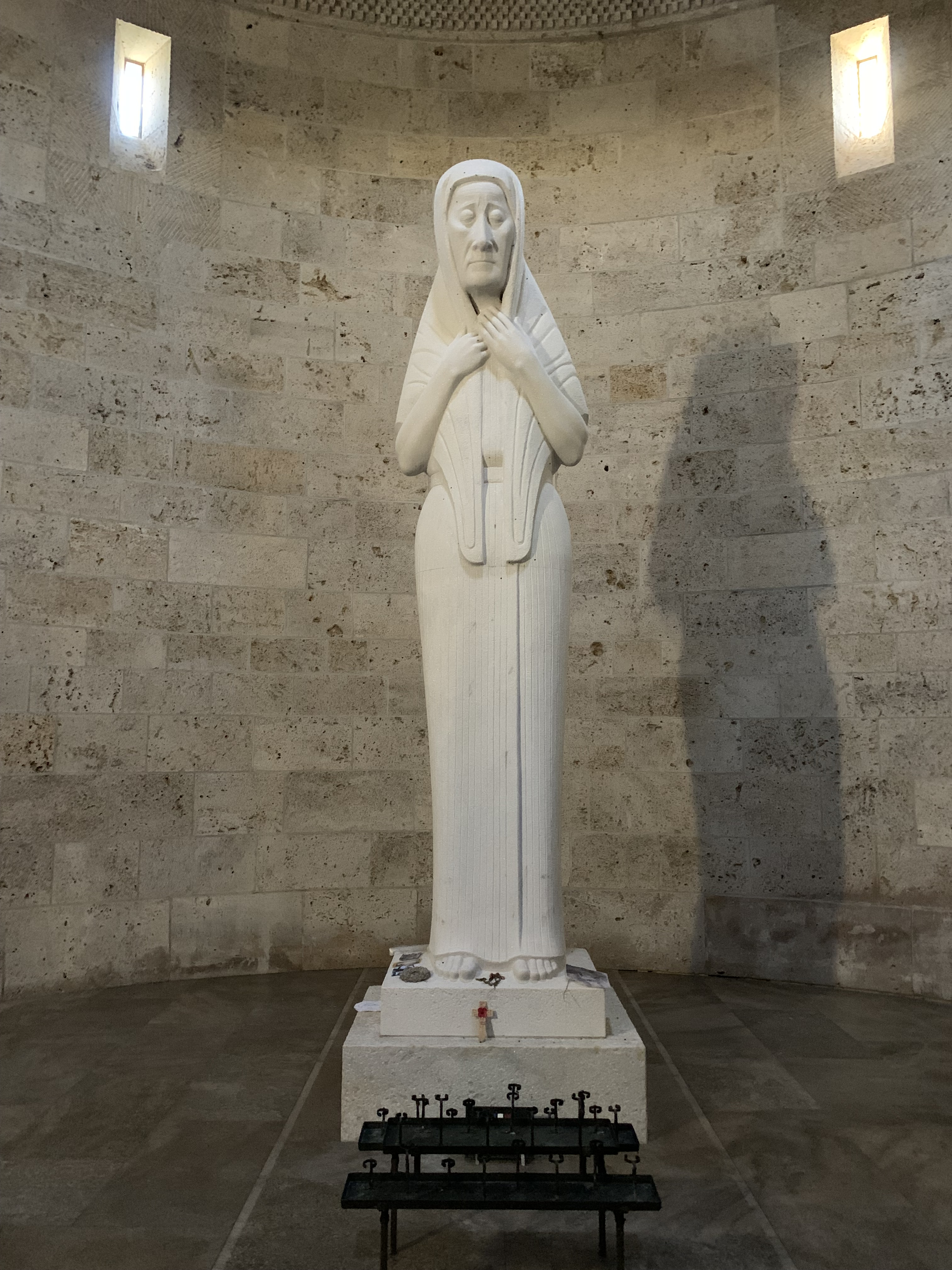
Skulptur von Gerhard Marcks, Die Mutter

Die Deutsche Kriegsgräberstätte Bourdon wurde von Paul Schmitthenner gestaltet. Ein zehn Meter hoher Rundbau mit zwölf Metern Durchmesser beherbergt die Marmorplastik Die Mutter von Gerhard Marcks. Vom Rundbau aus führt der Weg zum Hochkreuz. Um den Weg sind 44 Blöcke mit Gräbern angeordnet. Die Grabkreuze sind aus Kalkstein. Auf jeder Seite eines Grabkreuzes sind drei Namen verzeichnet.

## Kriegstote
Der Friedhof ist ein Sammelfriedhof für die deutschen Kriegstoten aus dem Département Somme, dem Département Nord und dem  Département Pas-de-Calais. Hier ruhen die deutschen Soldaten, die beim Vorstoß Richtung Ärmelkanalküste im Mai 1940 sowie diejenigen, die beim Rückzug aus Frankreich Ende August/Anfang September 1944 gefallen sind. Ferner wurden hier die in Gefangenschaft verstorbenen deutschen Soldaten beigesetzt.

## Deutsch-französische Freundschaft
Der Volksbund Deutsche Kriegsgräberfürsorge unterhält die Kriegsgräber und steht im Gedankenaustausch mit dem Gemeinderat. Bei der Instandsetzung und Pflege hilft ein Mitglied des Deutsch-französischen Vereins der Kriegskinder e. V. (frz. Amicale Nationale des Enfants de la Guerre, ANEG), der die Interessen von Besatzungskindern vertritt. Deutsche und französische Jugendliche und junge französische Soldaten beteiligen sich im Geist der deutsch-französischen Freundschaft. An der Beisetzung eines erst 2006 geborgenen deutschen Jagdfliegers nahmen im Sinne der Völkerverständigung eine englische Historikerfamilie und eine deutsch-französische Trauergemeinde, darunter die Bürgermeisterin von Bourdon, teil.